# Karlsturm

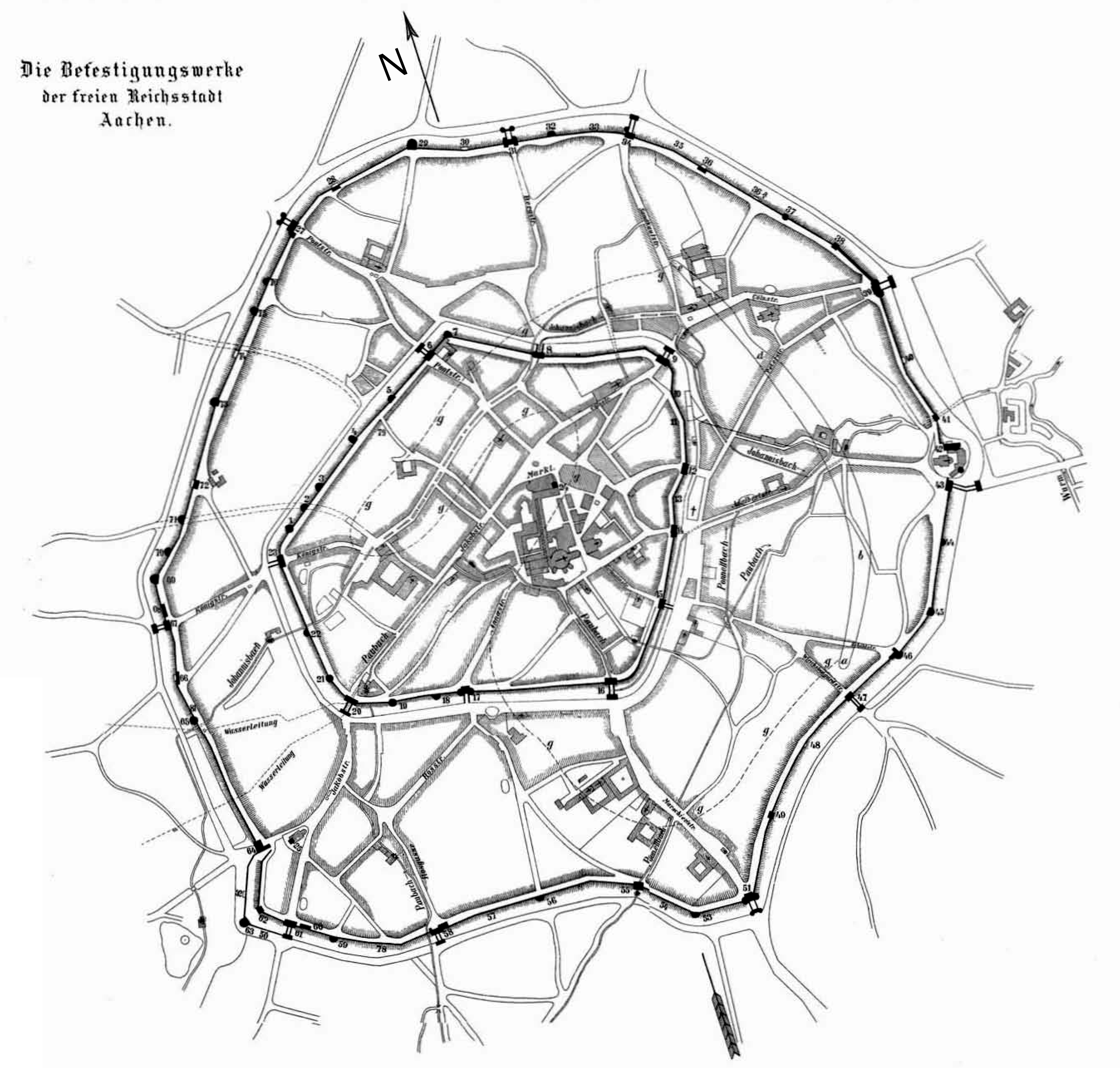
Overzicht van de vestingwerken in Aken. Nummer 56 is de Karlsturm.

De Karlsturm (ook Krakauturm genoemd) was een weertoren en maakte deel uit van de tussen 1257 en 1357 gebouwde buitenste stadsmuren van de Duitse stad Aken. De waltoren bestaat niet meer.

## Locatie
In de buitenste ringmuur stond de Karlsturm in het zuidzuidwesten tussen de Marschiertor (in het zuidoosten) en de Rostor (in het oosten). Ze bevond zich aan het uiteinde van de Krakaustraße nabij de Boxgraben. Tussen de Karlsturm en de Marschiertor bevonden zich een erker van de Akense stadsmuren en de weertorens Kleiner Pounellenturm en Großer Pounellenturm. Tussen de Karlsturm en de Rostor bevond zich alleen een van de wachthuizen van de Akense stadsmuren.

## Geschiedenis
De bouwdatum van de Karlsturm werd niet overgeleverd, maar hij werd vermoedelijk opgetrokken in de 13e of 14e eeuw aangezien in de periode van 1257 tot 1357 de buitenste stadsmuur gebouwd werd.
In de 16e eeuw werd de toren ook Mareelenturm genoemd, omdat de familie Mareel zich daar gevestigd had.
In januari 1823 gaf de Akense burgemeester opdracht tot de afbraak van de toren.

## Beschrijving
De Karlsturm was een halfronde schelptoren met verlengde benen. De toren had een breedte van 11,4 en een diepte van 8 meter.
De toren had twee verdiepingen. Beide verdiepingen waren met een half koepelgewelf overwelfd, dat boven het verlengde gedeelte overging in een tongewelf. De begane grond had schietgaten voor boogschutters en kruisboogschutters. De bovenverdieping had brede schietluiken, die door houten deurtjes gesloten konden worden, waarachter geschut geplaatst was zoals de ballista.
Het dak bestond uit een half kegeldak en ging over in een zadeldak. Onder de dakrand van het halve kegeldak bevonden zich een rij kleine vensteropeningen.